# Ramadhani Nkunzingoma
Ramadhani Nkunzingoma (ur. 2 września 1977 w Gomie) – rwandyjski piłkarz pochodzenia kongijskiego grający na pozycji bramkarza.

## Kariera klubowa
Nkunzingoma urodził się w Zairze, ale karierę piłkarską rozpoczął w Rwandzie, w klubie Etincelles FC z miasta Gisenyi. W jego barwach zadebiutował w rwandyjskiej pierwszej lidze. W 2003 roku przeszedł do APR FC ze stolicy kraju Kigali. W swojej karierze trzykrotnie zostawał mistrzem kraju w latach 2003, 2005 i 2006. Jeden raz zdobył Puchar Rwandy w 2006 roku i jeden raz CECAFA Clubs Cup w 2004 roku.
W 2006 roku Nkunzingoma przeszedł do FC Saint Eloi Lupopo z Demokratycznej Republiki Konga. Natomiast na początku 2007 roku odszedł do TP Mazembe, z którym w tamtym roku został mistrzem kraju. W 2008 roku zakończył karierę piłkarską.

## Kariera reprezentacyjna
W reprezentacji Rwandy Nkunzingoma zadebiutował w 2002 roku. W 2004 roku został powołany do reprezentacji Rwandy na Puchar Narodów Afryki 2004. Tam był pierwszym bramkarzem i rozegrał 3 spotkania: z Tunezją (1:2), z Gwineą (1:1) i z Demokratyczną Republiką Konga (1:0). W kadrze narodowej rozegrał 22 mecze.